# Loucelles
Loucelles é uma comuna francesa na região administrativa da Normandia, no departamento Calvados. Estende-se por uma área de 3,05 km². Em 2010 a comuna tinha 188 habitantes (densidade: 61,6 hab./km²).